# Travis (groupe)
Pour les articles homonymes, voir Travis.
 (avril 2016).
Si vous disposez d'ouvrages ou d'articles de référence ou si vous connaissez des sites web de qualité traitant du thème abordé ici, merci de compléter l'article en donnant les références utiles à sa vérifiabilité et en les liant à la section « Notes et références ».
Travis est un groupe de pop rock britannique, originaire de Glasgow, en Écosse. Formé en 1990, il est composé de Francis Healy (chant, guitare, piano, banjo et compositeur principal), Dougie Payne (basse, chœurs), Andy Dunlop (guitare lead, chœurs) et Neil Primrose (batteur).
Le groupe publie son premier album, Good Feeling (1997), modérément accueilli et classé dans les charts britanniques ; il est certifié disque d'argent par le BPI en janvier 2000. Le groupe atteint le succès international avec son deuxième album, The Man Who (1999), qui passe neuf semaines premier des classements britanniques. En 2003, The Man Who est certifié neuf fois disque de platine par le BPI, avec plus de 2,68 millions d'exemplaires vendus rien qu'au Royaume-Uni. Après ce succès, le groupe publie un troisième opus, The Invisible Band (2001). The Invisible Band atteint aussi le succès dans les charts atteignant la 39e place du Billboard 200. Un an après la sortie de The Invisible Band, l'album est certifié quadruple disque de platine par le BPI.
Ils publieront par la suite les albums 12 Memories (2003), The Boy with No Name (2007), Ode to J. Smith (2008), Where You Stand (2013) et Everything at Once (2016), qui débute cinquième des classements britanniques. Le groupe est souvent mis en compétition face à des groupes de musique comme Keane, Coldplay ou Radiohead. Ils participent souvent à des causes humanitaires (participation au concert du Live 8, à Hyde Park, réalisation d'un documentaire au Soudan pour la BBC…).

## Biographie

### Origines et débuts (1990–1995)
À l'origine de Travis, il y a le groupe « Running Red » formé par les frères Martyn : Chris et Jeff. Andy Dunlop, un de leurs amis rencontré à l'école Lenzie Academy, rejoint rapidement le groupe en tant que guitariste et Neil Primrose fait de même à la batterie. La formation change de nom après avoir recruté une chanteuse : ils deviennent les « Glass Onion » (en référence à la chanson homonyme des Beatles écrite et chantée par John Lennon).
Après le départ de leur chanteuse au printemps 1991, ils auditionnent pour trouver un nouveau musicien. Neil Primrose qui travaillait alors au Horse Shoe Pub de Glasgow rencontre là-bas Fran Healy, un jeune étudiant en art passionné de musique. Fran fut ainsi invité aux auditions et se joignit peu après aux autres membres du groupe. C'est durant ses études à la Glasgow School of Art que Fran Healy devient chanteur. Deux ans après avoir été recruté dans le groupe, il quitte l'école d'art, persuadé que la musique serait pour lui une meilleure voie, et se consacre pleinement à la composition des chansons du groupe (il est alors influencé par des artistes comme Joni Mitchell). Il deviendra ainsi le principal compositeur du groupe. Accompagné des frères Martyn aux claviers et à la basse, en 1993, le quintet réalise un CD, The Glass Onion EP, sur lequel figure les morceaux Dream On, The Day Before, Free Soul et Whenever She Comes Around. 500 copies de ce disque sont vendues et produites et ont été récemment évaluées à 1 000 livres sterling chacune.
Quelque temps après, le groupe se rebaptise Travis, d'après le personnage joué par Harry Dean Stanton dans le film Paris, Texas réalisé par Wim Wenders.
Le groupe gagne un prix de jeunes talents s'élevant à 2 000 livres sterling et proposant un voyage à New York pour assister à une conférence de musique organisé par le Music in Scotland Trust. Ils rencontrèrent à cette occasion Niko Bolas, un étroit collaborateur de Neil Young et des Rolling Stones, producteur et ingénieur du son américain qui devint en très peu de temps un des mentors du groupe selon les propres mots d'Healy : « Il nous a dit que nous étions nuls, nous a emmenés en studio avec lui pour quatre jours, et nous a appris comment jouer proprement, comme un vrai groupe. Il était énergique, vigoureux, comme un gars de New-York. Il ne croyait pas en mes paroles et m'a dit d'écrire ce en quoi je croyais vraiment, de ne pas mentir. Il était un peu comme Mary Poppins, il nous a sorti de nos problèmes. »
Healy passe par des périodes difficiles après la mort de son grand-père. Il en sort plus fort et certain de la nouvelle voie que devait suivre Travis et sa musique. Healy se sépara sans hésiter de leur manager, de leur agent de pub, de leur pianiste, Jeff Martyn, et remplaça le bassiste, Chris, par son meilleur ami Dougie Payne — un autre étudiant en art travaillant dans une boutique de vetêments Levi's à Glasgow. Payne n'avait encore jamais touché à une seule guitare de sa vie avant cela. Deux semaines plus tard, Payne ayant installé dans sa chambre un parfait kit de bassiste, le groupe pût pour la première fois se produire sur scène, au Horse Shoe Bar de Glasgow (qui a fait posé depuis une plaque en l'honneur de Travis sur le mur de la façade après son premier Brit Award de 1999). Travis ayant passé presque toute l'année à s'entraîner au Horse Shoe Bar et à jouer des concerts autour de Glasgow et en Écosse, Healy et Payne s'installèrent à Londres pour trouver un appartement à louer, un espace de répétition adapté et un nouveau manager (ayant perdu ces trois choses en moins d'un jour). Le groupe joua son tout premier show à Londres au Dublin Castle de Camden. Une démo enregistrée par Travis trouva Andy Mac Donald, le propriétaire de la compagnie d'enregistrement Go! et fondateur de la maison de disques Independiance. Confiant et très enthousiaste, il signa un contrat de 100 000 livres sterling (pris sur son propre compte) avec Travis. Pas avec le label, mais avec lui-même personnellement puisqu'il avançait l'argent. Ainsi, si Mac Donald quittait la compagnie Independiente Records financée elle-même par Sony, la bande le suivait aussi.

### Good Feeling(1996–1998)
Produit par Steve Lillywhite, un des ingénieurs son du groupe U2, le premier album studio de Travis intitulé Good Feeling est un album rock très pertinent et ambitieux ; certainement le plus énergique du groupe à ce jour. Enregistré aux studios de Bearsville à Woodstock (New York), l'endroit où l'un des groupes favoris de Travis (The Band) avait travaillé, l'album contient un bon nombre de singles très accrocheurs, dont All I Want to Do Is Rock, U16 Girls, le très 'beatles' Tied to the 90's, Happy et More Than Us.
L'album atteint le numéro 9 aux charts britanniques et monta ensuite relativement vite en puissance après quelques passages radios. Cette arrivée de Travis sur la scène musicale rock britannique reçut des critiques extrêmement positives (« Good Feeling est clairement le plus accompli, le plus excitant album du Royaume-Uni depuis Definitely Maybe par Oasis » -Select « Travis est un des petits groupes qui mérite de grandir et de se voir comparer à Lennon et Chuck Berry » - NME). Surtout acclamé par les critiques et les professionnels de la musique, il se vendit à quelque 40 000 copies. Après la sortie de cet album, Travis entreprit une gigantesque tournée pour accroître leur réputation. Ceci inclut les premières parties d'Oasis au Royaume-Uni, après que Noël Gallagher soit devenu un des fans du groupe écossais.

### La consécration avecThe Man Who(1999–2001)
The Man Who vient du livre écrit par un neurologiste américain, Oliver Sacks, dont le titre est The Man Who Mistook His Wife for a Hat. Bien qu'il contienne des chansons comme Driftwood, Turn, Writing to Reach You, et Why Does It Always Rain on Me?, le second album de Travis de 1999, produit par Nigel Godrich et enregistré en partie aux studios Abbey Road à Londres semble vouloir effacer les traits du vivifiant Good Feeling. Même s'il entre dans les charts directement à la 7e place, avec quelques écoutes radios des singles, il redescend rapidement. Plus mauvais encore, beaucoup de critiques qui avait été comblées par Good Feeling blâment Travis pour leur soudaine descente vers la mélancolie et une délicatesse mélodique plus affirmée (par exemple, « Travis sera meilleur lorsqu'ils arrêteront d'à tout prix vouloir se rendre triste et classique » - NME). Malgré cela, l'album ne descend jamais en dessous du numéro 19 dans les charts.
Par le bouche-à-oreille et les fréquents passages de Why Does It Always Rain on Me? à la radio, l'album est remis soudainement et durablement en lumière. La consécration arriva alors que Travis monte sur scène au festival de Glastonbury en 1999 pour jouer cette chanson devenue fétiche : après sept heures de soleil ininterrompues, il commence miraculeusement à pleuvoir dès le premier couplet (Why Does It Always Rain on Me? est un clin d'œil au temps pluvieux d'Écosse et on pourrait traduire le titre par 'Pourquoi pleut-il toujours sur moi ?'). Le jour suivant, cette petite anecdote avait fait le tour des journaux et de la télévision et la chanson devint un hymne. The Man Who ne tarde pas à atteindre la première place des charts anglais. Il prend le titre de « meilleur album de l'année » aux Brit Awards et Travis devient, en passant, le « meilleur groupe britannique de l'année 1999. » Le magazine sur l'industrie du disque Music Week n'hésite pas à leur décerner le titre de Meilleur Songwriter et de Meilleure Chanson Contemporaine pour Why Does It Always Rain on Me?. En 2001, un foyer sur huit possède un exemplaire de The Man Who. Travis suit cet engouement en donnant 237 concerts de plus que prévu, dont un à Glastonbury en 2000, un autre au festival T in the Park et une tournée massive aux États-Unis avec Oasis. À Los Angeles, une apparition du groupe lors d'un mini concert chez un disquaire mobilisa les forces de l'ordre qui avaient dû ensuite bloquer le quartier de Sunset Strip. The Man Who devint une référence pour d'autres groupes pop par la suite comme Keane, Coldplay ou Starsailor qui s'inspirent du nouveau son si particulier développé par Travis.

### Le succès se poursuit avecThe Invisible Band(2001-2002)
Le titre du suivant opus de Travis, The Invisible Band, à nouveau produit par Nigel Godrich, reflète à merveille la volonté du groupe de montrer que leur musique — leurs chansons — est bien plus importante que les egos. En interprétant des titres tels que Sing (le morceau le plus joué sur les ondes britanniques l'été 2001), Side, Flowers in the Window, Indefinitely, Pipe Dreams et The Cage, Travis atteignit sans forcer avec son album la première place des Charts au Royaume-Uni, tout en ayant au passage reçu les acclamations des grands journaux musicaux et en ayant raflé le titre de « meilleur album de l'année » aux traditionnels Brit Awards. Top of The Pops leur décerne également le prix d'Album de l'Année. Il eut également un impact de l'autre côté de l'Atlantique, grâce à la popularité du single Coming Around, un titre inédit édité aux États-Unis.

### Fin de cycle avec12 Memories(2003-2006)

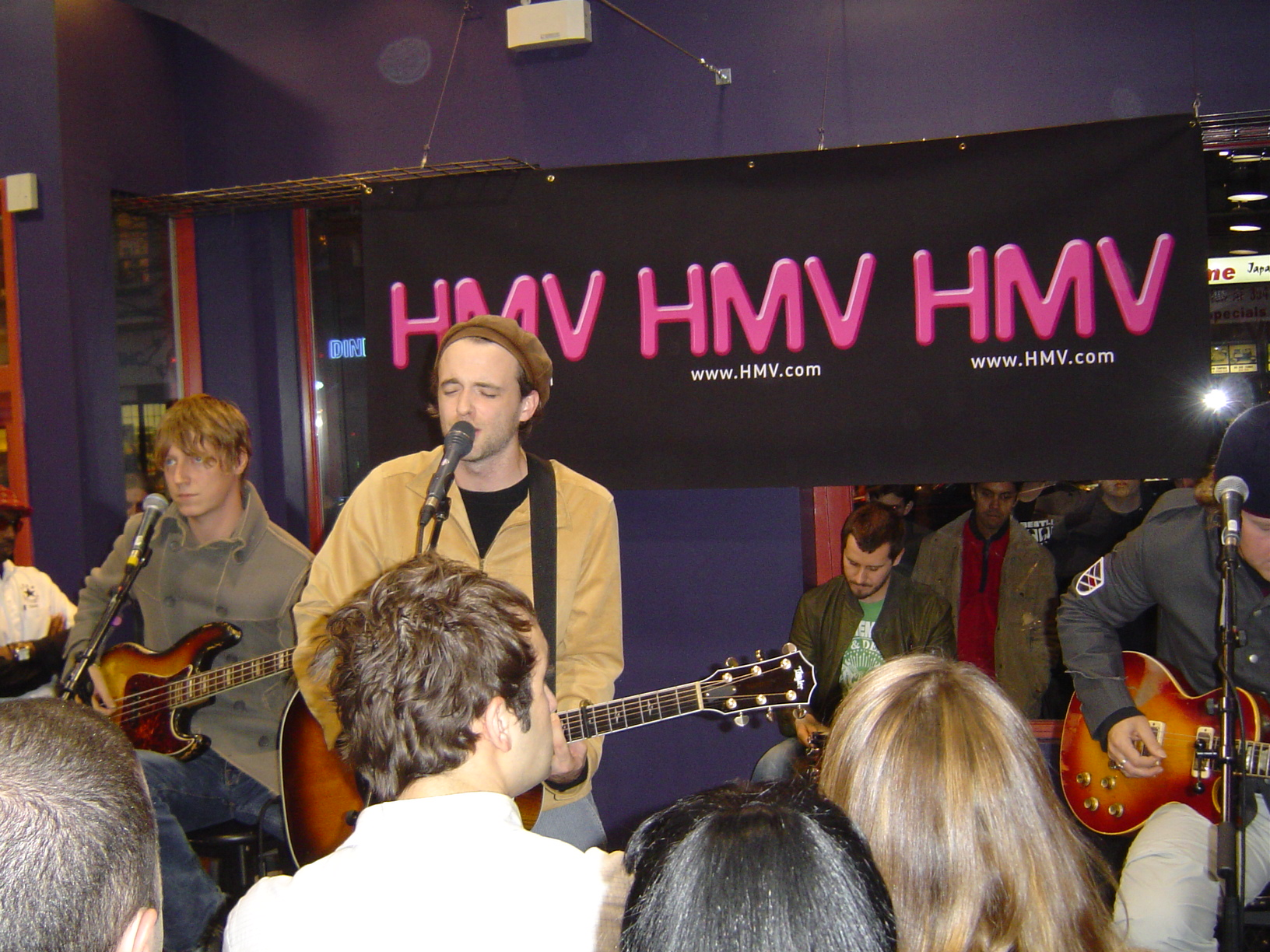
Travis en concert au HMV de Toronto, en 2003.

En 2003 sort le quatrième album du groupe, 12 Memories (l'album est composé de 11 chansons plus une cachée, d'où le titre). L'album reçoit de bonnes critiques mais déçoit une partie des fans. Certaines chansons de l'album ont une portée politique, comme The Beautiful Occupation, chanson écrite un an avant l'invasion de l'Irak par les troupes américaines. En 2004, le groupe accomplit une tournée mondiale. En 2005, il sort un best-of intitulé Singles dans lequel on y retrouve tous leurs succès ainsi qu'une chanson inédite, Walking in the Sun.
Après 12 Memories, Travis ressentent le besoin de faire une pause : « Nous sommes redevenus des amis avec des vies – voir d’autres amis, ne pas avoir à travailler. Il y a eu des mariages, des naissances, pas de morts heureusement ! » raconte Dougie. « Nous n’avons pas voulu nous éloigner du groupe, c’est de l’industrie musicale que nous avions besoin de nous reposer ». « Ce break nous a permis de recharger nos batteries » ajoute-t-il[réf. nécessaire]. Progressivement, l’inspiration revient, et Travis repartent enfin en studio où ils enregistrent leur 5e album, The Boy with No Name, dont la sortie est prévue pour le 7 mai. Nigel Godrich est une nouvelle fois sollicité en tant que producteur mais le groupe fait aussi appel à Mike Hedges et Brian Eno.

### Renouveau avecThe Boy with No Name(2007)

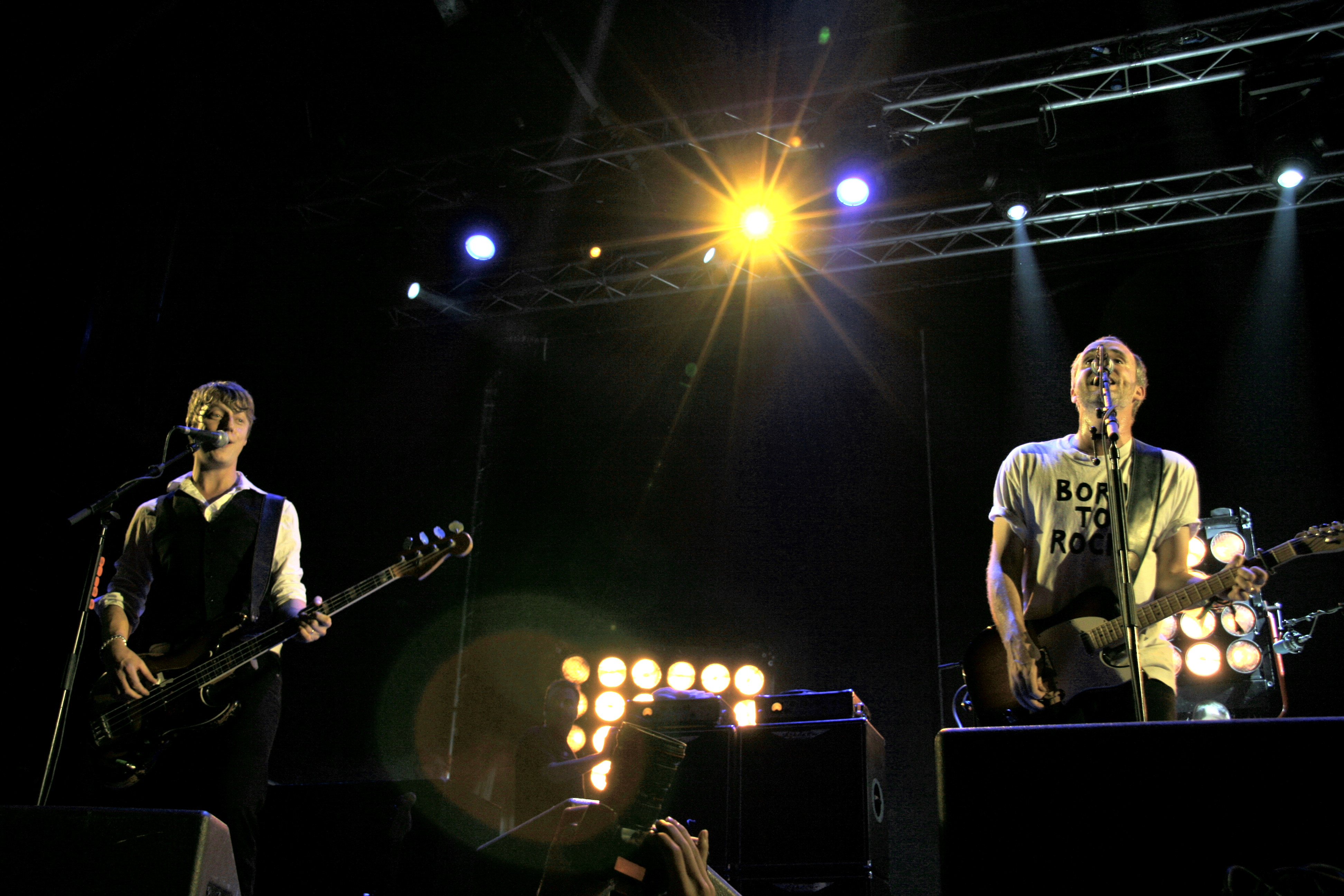
Travis sur scène au SECC, en 2007.

C'est en 2007 que Travis, après une longue pause (naissance de Dylan Green, fils du guitariste Andy Dunlop, tournage d'un documentaire au Soudan pour la BBC…) réapparaît sur le devant de la scène. Le titre de l’album The Boy With No Name (le garçon sans nom) vient du surnom donné au fils de Fran, qui plusieurs semaines après sa naissance, n’a toujours pas de prénom. Fran note cette expression dans un coin et lorsqu’il la retrouve plus tard et la propose comme titre, il devient évident pour le groupe que c’est ce qui correspond le mieux. Le 19 janvier 2007, sur la radio britannique Radio One, Chris Martin, chanteur de Coldplay, lance en exclusivité Big Chair et présente Travis comme « le groupe qui a inventé Coldplay et de nombreux autres ». Travis minimisent ses propos, bien qu’ils se sentent tous très touchés du compliment.
Grâce à leur Myspace, sept chansons du nouvel album sont mises à la disposition des fans avant la sortie de l’album, ainsi que de nombreuses B-Sides et autres exclusivités. Chaque lundi, quatre nouvelles chansons sont mises en écoute, et selon Fran, cela pourrait continuer pendant un certain temps : « Nous avons sorti 130 chansons en A-sides, B-sides et sur les albums depuis nos débuts. Maintenant il y a finalement un endroit où nous pouvons en mettre quatre nouvelles par semaine que les gens n’ont encore jamais entendu. Cela fait 12 semaines que nous faisons ça et il nous en reste toujours des centaines ! Nous aurons sûrement à ralentir un peu le rythme mais nous pourrions continuer comme ça presque indéfiniment »[réf. nécessaire]. Le premier single, Closer sort le 23 avril, précédé en mars par le clip dans lequel Ben Stiller, ami et fan du groupe, fait une apparition en tant que manager dans un supermarché. Dès sa sortie, le single rentre dans les charts britanniques et atteint la dixième place dans la semaine qui suit.
Pour la première fois sur un album du groupe, figurent les propres chansons du bassiste Dougie Payne et du guitariste Andy Dunlop. Colder est en effet écrite par Dougie et c’est Andy qui compose la musique de Three Times and You Lose. Le deuxième single est annoncé par le groupe comme étant Selfish Jean. Le dernier single est My Eyes, chanson ayant pour thème la naissance du premier fils de Fran, Clay. Le groupe enchaîne avec une longue tournée mondiale après la sortie de l'album.

### Ode to J. Smith(2008–2012)
Le sixième album du groupe est publié le 29 septembre 2008 : Travis l'enregistre aux studios RAK à Londres. Cet album, présenté en avant première aux fans avec quelques dates en février se révèle être beaucoup plus agressif, rock et signe un retour aux sources marqué. Les chansons sont enregistrées du lundi 18 février au dimanche 2 mars sur une machine 16 pistes datant de 1968 et ayant servi à l'élaboration du célèbre Abbey Road… Dougie Payne, le bassiste a écrit chaque jour un journal de bord destiné aux fans (à consulter sur travisonline.com) Cet album est le premier à ne pas être réalisé sous le label Independiente Records.
Le chanteur Francis Healy publie un journal de bord racontant les sessions de mix du nouvel album à New York, consultable sur le site officiel du groupe.
L'album sorti le 29 septembre 2008 en France et en Angleterre, fait suite à la sortie d'un premier EP J. Smith, en vinyle qui comprend le titre éponyme, Get Up et la face B Sarah. Le premier single intitulé Something Anything est sorti quant à lui le 15 septembre 2008 sous le label Red Telephone Box, label qui est créé par le groupe en 1996 pour la sortie de leur tout premier EP 'All I Want To Do Is Rock'.

### Where You Stand(2013–2015)

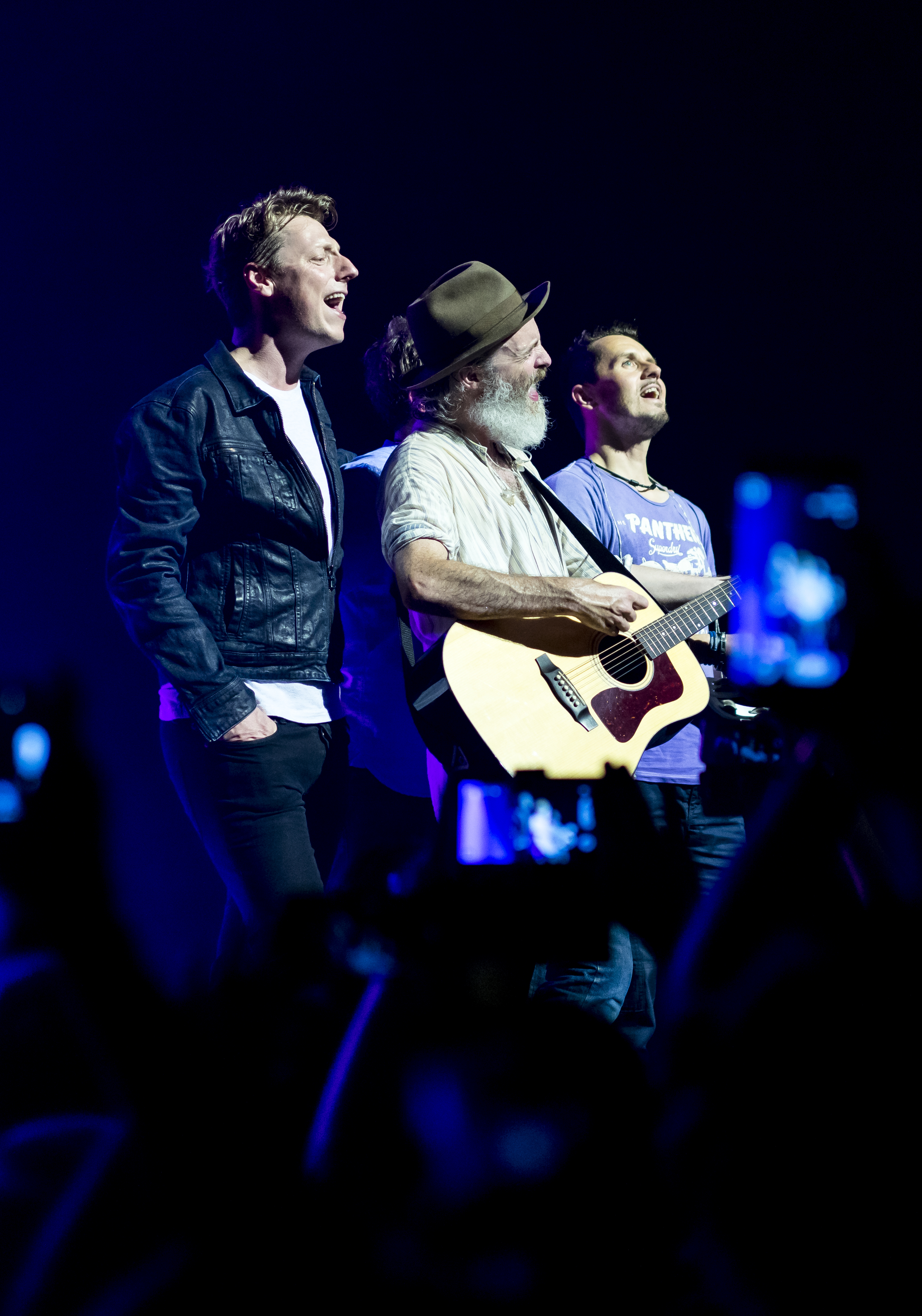
Travis et Healy à Singapour, en 2014.

Un album acoustique live, avec Dunlop, est publié le 19 janvier 2010. En 2011, Travis revient jouer en concert. Ils jouent au Maxidrom Festival de Moscou, en mai ; au G! festival, sur les Îles Féroé, et le Rock’n Coke Festival d'Istanbul, en Turquie, en juillet.
Un single intitulé Another Guy de leur prochain album est publié en mars 2013. Le 25 avril 2013, ils révèlent leur nouvel album Where You Stand, prévu pour le 19 août 2013 chez Kobalt Label Services.

### Everything at Once(depuis 2016)
Travis confirme sur Instagram un huitième album du groupe, en enregistrement au Hansa Tonstudio de Berlin en janvier 2015. Le 25 novembre 2015, Travis partage gratuitement le single Everything at Once et annonce deux concerts britanniques pour janvier 2016. L'album Everything at Once, est publié le 23 avril 2016.

## Culture populaire
- Les titres Re-offender et Closer sont utilisés respectivement pour l'épisode 9 de la 1re saison et l'épisode 21 de la saison 4 de la série Les Frères Scott. Par ailleurs Travis est cité à plusieurs reprises dans cette même série.
- Le titre Turn est présent à la fin de l'épisode de la série Scrubs dans l'épisode 10 de la saison 6 ainsi que dans la série Roswell dans l'épisode 12 de la saison 2.
- Le titre Closer, sorti en 2007, est utilisé dans l'épisode 5 de la seconde saison de Kyle XY. Le titre My Eyes a quant à lui été utilisé dans la septième saison de Smallville.
- Le titre Sing, est présent dans l'épisode 14 de la saison 6 de la série The Office (US).
- Ben Stiller fait une apparition dans le clip de Closer.
- Le titre Love Will Come Through issu de 12 Memories est présent dans l'épisode 11 de la saison 3 de Grey's Anatomy, il clôt l'épisode.

## Membres

### Membres actuels
- Francis Healy - chant, guitare (depuis 1990)
- Douglas Payne (Dougie) - guitare basse, chœurs (depuis 1994)
- Andrew Dunlop - guitare, banjo, chœurs (depuis 1990)
- Neil Primrose - batterie, percussions (depuis 1990)

### Anciens membres
- Geoff Martyn - claviers (1990–1994)
- Chris Martyn - guitare basse (1990–1994)

## Discographie

### Albums studio
- 1997 : Good Feeling
- 1999 : The Man Who
- 2001 : The Invisible Band
- 2003 : 12 Memories
- 2007 : The Boy with No Name
- 2008 : Ode to J. Smith
- 2013 : Where You Stand
- 2016 : Everything at Once
- 2020 : 10 Songs
- 2024 : L.A. Times

### Compilations / Rééditions / Live
- 2004 : Singles
- 2019 : Live at Glastonbury ’99
- 2019 : The Man Who (Edition Deluxe 20ème anniversaire 2CD : original de l'album + 19 titres bonus inclus faces B et Live)
- 2021 : The Invisible Band (Edition Deluxe 20ème anniversaire 2CD : original de l'album + 18 titres bonus inclus faces B, démos, Live et versions alternatives)
- 2023 : The Invisible Band: Live (Concert enregistré au Royal Concert Hall à Glasgow, le 22 mai 2022)

### Singles
- 1997 : U16 Girls (#40 dans les charts britanniques) (sur l'album Good Feeling)
- 1997 : All I Want to Do Is Rock' (#39) (sur l'album Good Feeling)
- 1997 : Happy (#38) (sur l'album Good Feeling)
- 1997 : Tied to the 90's (#30) (sur l'album Good Feeling)
- 1998 : More than Us (#16) (sur l'album Good Feeling)
- 1999 : Why Does It Always Rain On Me ? (#10 dans les charts britanniques) (sur l'album The Man Who)
- 1999 : Writing to Reach You (#14) (sur l'album The Man Who)
- 1999 : Driftwood (#13) (sur l'album The Man Who)
- 1999 : Turn (#8) (sur l'album The Man Who)
- 2001 : Sing (#3 dans les charts britanniques) (sur l'album The Invisible Band)
- 2001 : Side (#14) (sur l'album The Invisible Band)
- 2002 : Flowers In the Window (#18) (sur l'album The Invisible Band)
- 2003 : Re-Offender (#7 dans les charts britanniques) (sur l'album 12 Memories)
- 2003 : The Beautiful Occupation (#7)
- 2004 : Love Will Come Through
- 2007 : Closer' (#10) (sur l'album The Boy with No Name)
- 2007 : Selfish Jean (sur l'album The Boy with No Name)
- 2007 : My Eyes (sur l'album The Boy with No Name)
- 2008 : J.Smith (EP) (#1 dans les charts indie britanniques) (sur l'album Ode to J. Smith)
- 2008 : Something Anything (sur l'album Ode to J. Smith)

### Singles hors album
- 1996 : All I Want To Do Is Rock
- 2000 : Coming Around (#6)
- 2004 : Walking in the Sun

## Vidéographie
- More than Us, Live In Glasgow' (décembre 2001 ; enregistré pendant l’été 2001)
- Travis at the Palace, Live at Alexandra Palace (mai 2004 ; enregistré le 20 décembre 2003 à l’Alexandra Palace à Londres)
- Singles (novembre 2004 ; DVD regroupant tous les clips du groupe de Good Feeling à 12 Memories (contient des bonus cachés exclusifs)
- Cool Britannia : The Best of British Pop And Rock Live (juin 2004 ; Later… with Jools Holland ; compilation de performance live des plus grands groupes de la pop anglaise des années 1990).
- 1997 : U16 Girls
- 1997 : All I Want To Do Is Rock
- 1997 : Tied To The Nineties
- 1997 : Happy
- 1997 : More Than Us
- 1999 : Writing To Reach You
- 1999 : Driftwood
- 1999 : Why Does It Always Rain On Me ?
- 1999 : Turn
- 2000 : Slideshow'
- 2000 : Coming Around
- 2001 : Sing
- 2001 : Side
- 2001 : Flowers in the Window
- 2003 : Re-Offender
- Novembre 2003 : The Beautiful Occupation
- 2004 : Love Will Come Through
- 2004 : Walking In The Sun
- 2007 : Closer
- 2007 : Selfish Jean (vidéo réalisée par Demetri Martin et Fran Healy)
- 2007 : My Eyes
- 2008 : Something Anything
- 2008 : Song to Self